# Tham mưu trưởng Cảnh sát biển Việt Nam
Tham mưu trưởng Bộ Tư lệnh Cảnh sát biển là sĩ quan cao cấp của Bộ Tư lệnh Cảnh sát biển Việt Nam và là một thành viên trong Bộ Tổng tham mưu Quân đội nhân dân Việt Nam. Tham mưu trưởng Cảnh sát biển báo cáo trực tiếp với Tư lệnh Cảnh sát biển về tất cả những vấn đề liên quan đến cảnh sát biển trong đó có việc chỉ huy, sử dụng nguồn lực và hoạt động hữu hiệu của lực lượng cảnh sát biển.
Tham mưu trưởng Cảnh sát biển Việt Nam là cố vấn quân sự của Chủ tịch nước Cộng hòa xã hội chủ nghĩa Việt Nam, Bộ trưởng Quốc phòng và Tư lệnh Cảnh sát biển về những hoạt động bảo vệ tất cả các đảo, hải đảo và ngư dân trên biển. Tham mưu trưởng Cảnh sát biển Việt Nam do Bộ trưởng Quốc phòng bổ nhiệm.

## Điều kiện để trở thành Tham mưu trưởng Bộ Tư lệnh Cảnh sát biển Việt Nam
- Là công dân Việt Nam
- Ít nhất là 35 tuổi
- Ít nhất phải tốt nghiệp Đại học trở lên và có quân hàm Thiếu tướng
- Được Bộ trưởng Quốc phòng bổ nhiệm giữ chức Tham mưu trưởng Cảnh sát biển

## Tổ chức văn phòng Tham mưu trưởng Bộ Tư lệnh Cảnh sát biển Việt Nam
Văn phòng Tham mưu trưởng Cảnh sát biển gồm có Tham mưu trưởng, các Phó Tham mưu trưởng, Tham mưu trưởng các Vùng Cảnh sát biển, các Phó Tham mưu trưởng các Vùng Cảnh sát biển, các Trợ lý và các thành viên khác của Cảnh sát biển Việt Nam.

## Tham mưu trưởng qua các thời kỳ
| Thứ tự | Họ tên                   | Thời gian đảm nhiệm | Cấp bậc     | Chức vụ cuối cùng                                                                     | Ghi chú                  |
| ------ | ------------------------ | ------------------- | ----------- | ------------------------------------------------------------------------------------- | ------------------------ |
| 1      | Hoàng Thế Sự             | 2008-2011           | Đại tá      |                                                                                       | Tham mưu trưởng đầu tiên |
| 2      | Nguyễn Quang Đạm (1958-) | 2011-2012           | Đại tá      | Cục trưởng Cục Cảnh sát biển (2012-2013) Tư lệnh Bộ Tư lệnh Cảnh sát biển (2013-2018) |                          |
| 3      | Ngô Ngọc Thu (1955-)     | 2012-2015           | Thiếu tướng | nguyên Phó Cục trưởng Cục Cảnh sát biển nguyên Phó Tư lệnh Bộ Tư lệnh Cảnh sát biển   |                          |
| 4      | Phạm Kim Hậu             | 2015-2021           | Thiếu tướng | nguyên Phó Tham mưu trưởng Bộ Tư lệnh Cảnh sát biển                                   |                          |
| 5      | Lê Đình Cường            | 2021 - nay          | Đại tá      | nguyên Phó Tham mưu trưởng Bộ Tư lệnh Quân chủng Hải quân                             |                          |